# Xã Viola, Quận Sedgwick, Kansas
Xã Viola (tiếng Anh: Viola Township) là một xã thuộc quận Sedgwick, tiểu bang Kansas, Hoa Kỳ. Năm 2010, dân số của xã này là 479 người.